# Ayrton Senna
Ayrton Senna da Silva (São Paulo, 21 maart 1960 – Bologna, 1 mei 1994) was een zeer succesvolle Braziliaanse autocoureur die in een tijdsbestek van tien seizoenen driemaal wereldkampioen Formule 1 werd. Hij kwam aan de start in 161 races, waarbij hij 65 keer van poleposition startte en 41 keer won.
Ayrton Senna begon zijn racecarrière op vierjarige leeftijd in een kart. Na deelname aan de Formule Ford 1600 en 2000-klasses, won hij in 1983 de British F3 van Martin Brundle.
Hij stierf in 1994 als gevolg van een crash in de Grand Prix van San Marino. Zijn dood zorgde voor veel opschudding in het F1-milieu en resulteerde in een hele reeks veiligheidsmaatregelen.

## Begin in de Formule 1
In 1984 maakte hij, na getest te hebben voor Williams, de overstap naar de Formule 1 door te tekenen bij het team van Toleman. Memorabel was de GP van Monaco, die wegens hevige regenval voortijdig werd beëindigd. Senna veroverde de tweede plaats, achter Alain Prost, maar de algemene opvatting was dat Senna de koppositie binnen een paar rondes had kunnen opeisen. Overigens vlagde wedstrijdleider Jacky Ickx de wedstrijd pas af na hevig aandringen van leider Prost. Dit aandringen zou Prost aan het einde van het seizoen de titel kosten. Door het vroegtijdig afvlaggen werden er slechts halve punten toegekend en kreeg Prost voor zijn overwinning slechts 4,5 punt in plaats van de volle negen. De Fransman verloor de titel met slechts een half punt aan Niki Lauda. Senna eindigde uiteindelijk in zijn eerste seizoen op de 9e plaats met 13 punten in het eindklassement. Hij behaalde tweemaal een 6e plaats en één 7e plaats. Hij wist driemaal op het podium te eindigen: eenmaal met een 2e plaats tijdens de Grand Prix van Monaco en tweemaal met een 3e plaats, waarvan één tijdens de Grand Prix van Engeland en de andere tijdens de laatste Grand Prix van het seizoen 1984, die plaatsvond in Portugal op het circuit van Estoril. Voor 1985 verbrak Senna het contract met Toleman abrupt om over te stappen naar het team van Lotus, waar hij teamgenoot werd van de Italiaan Elio De Angelis. In de Lotus 97T won hij zijn eerste Grand Prix: in Portugal in de regen. Later dat jaar won hij nog de Grand Prix van België. Senna eindigde in zijn tweede seizoen op de vierde plaats in het eindklassement met 38 punten.

## McLaren Honda
In 1988 verhuisde Senna naar het team van McLaren en kreeg wereldkampioen Alain Prost als teamgenoot. Het duo won vijftien van de zestien races van dat jaar en Senna veroverde zijn eerste wereldtitel. Dieptepunt uit dit jaar was zijn crash tijdens de Grand Prix van Monaco, waarin hij in leidende positie in de eindfase van de race de vangrail raakte. Senna reed comfortabel aan de leiding, Prost was tweede en greep vervolgens de overwinning. Desondanks zou Senna er toch in slagen om de Grand Prix van Monaco zes keer op zijn palmares te schrijven.

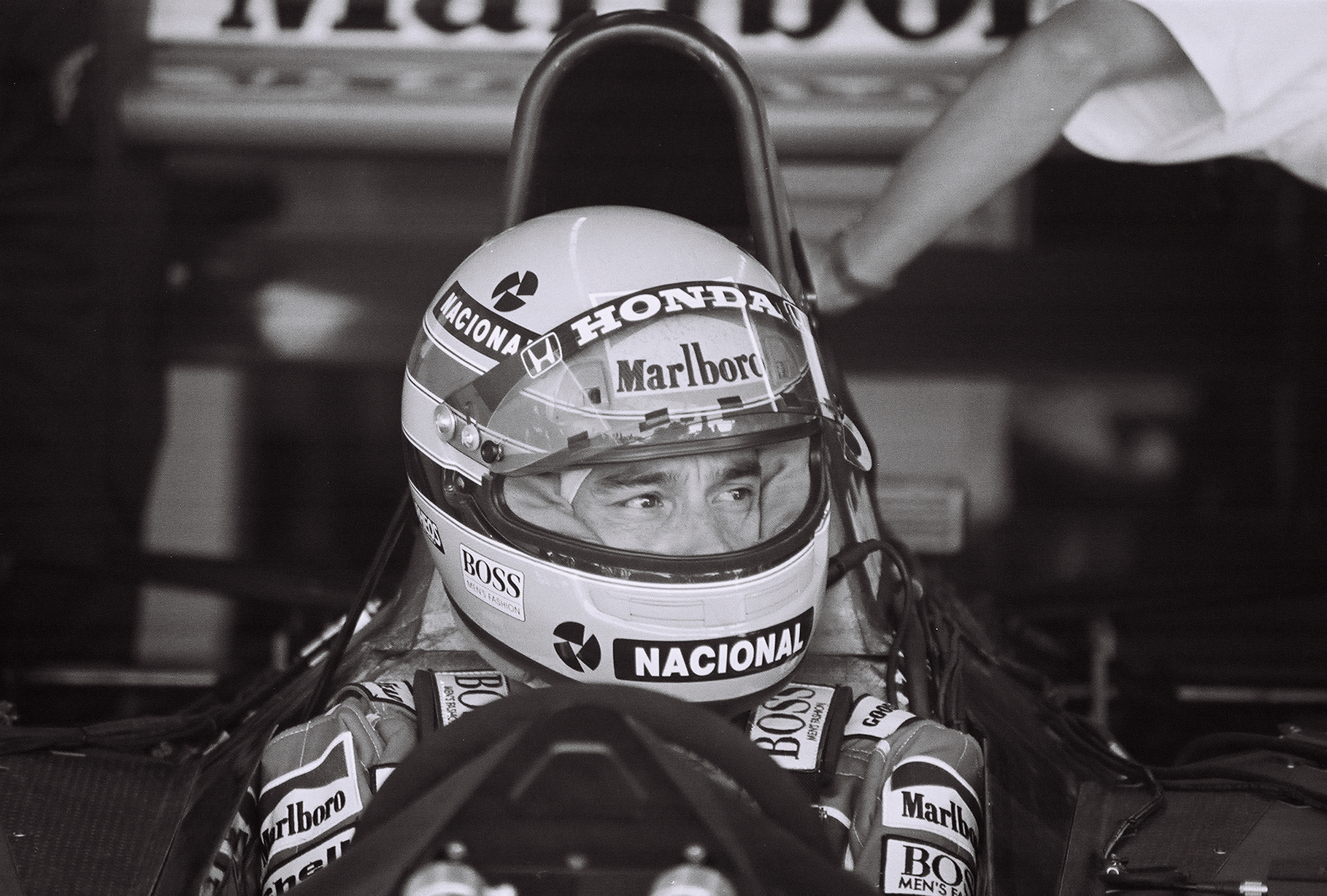
Senna tijdens de grand prix van de VS in 1991

In 1989 begon de samenwerking met Alain Prost fout te lopen. De twee coureurs ontwikkelden zowel op als naast de baan diverse conflicten, wat resulteerde in een crash tussen de twee tijdens de een-na-laatste race: de Grand Prix van Japan. Prost viel uit door de crash en Senna – die de race won – werd na afloop van de race gediskwalificeerd vanwege gevaarlijk rijden en het veroorzaken van de crash met Prost. Prost behaalde de wereldtitel, en stapte in 1990 over naar het team van Ferrari. Een jaar later, weer in Japan, won Senna de kwalificatie en werd Prost tweede. Na de kwalificatie werd besloten om de startopstelling voor de race te veranderen. Senna moest nu vanaf polepositie starten op het vuile gedeelte van de baan (deel met minder tractie), terwijl Prost, die als tweede op de startopstelling stond, kon starten op de ideale lijn van het circuit. Tijdens de start reed Prost Senna voorbij, maar in de eerste bocht nam Senna geen gas terug en kwam daardoor met Prost in aanraking. De twee raakten van de baan en konden de race niet vervolgen. Doordat beiden geen punten wonnen tijdens deze race, Senna meer punten had opgebouwd tijdens het seizoen dan Prost en geen andere coureur dan Prost of Senna de titel kon pakken, werd Senna na de race uitgeroepen tot F1 wereldkampioen in 1990.

## Williams Renault
Na Senna's derde wereldtitel in 1991 werden de kwaliteiten van de auto van McLaren ingehaald door die van de auto's van andere teams, met name Williams. Senna tekende voor 1994 bij dit team.
Senna verongelukte op zondag 1 mei 1994 tijdens de Grand Prix Formule 1 van San Marino 1994 op het circuit van Imola. In zijn vaderland Brazilië werden drie dagen van nationale rouw afgekondigd en zijn begrafenis werd over de hele wereld live uitgezonden.
Tijdens een rechtszaak tegen leden van het Williams-team werden uitvoerig alle aspecten van het ongeluk tegen het licht gehouden. Op het eerste gezicht dacht men dat de crash aan een afgebroken deel van de stuurstang lag, maar dit was slechts een gevolg van de crash. In de bocht waar Senna eraf ging, (Tamburello), was het asfalt zeer oneffen; hier maakten vele coureurs zich zorgen om. Bovendien lag aan de buitenzijde van de bocht een muur gevaarlijk dicht op het parcours. Omdat er een rivier achter de bocht lag, kon men de afstand tussen de muur en het circuit niet vergroten. Toen Senna door Tamburello stuurde reed hij over de oneffenheid waarbij de bodemplaat van de wagen het asfalt raakte waardoor alle grip verloren ging. De Williams reed rechtdoor en boorde zich in de muur.
De rondes voor Senna's crash speelden zich af achter de safety car (door een eerder ongeluk in de race), hierdoor was de temperatuur in de banden afgenomen en daardoor was waarschijnlijk de bandenspanning van Senna's wagen te laag. Dit had een kleinere bodemspeling veroorzaakt, die  wellicht de belangrijkste oorzaak van het ongeluk werd.
Door de klap kwam een deel van de wielophanging los, dat tegen de rechterkant van zijn helm vloog. Dat zorgde ervoor dat zijn hoofd tegen de kopsteun botste en hem met een fatale schedelbreuk en hersenschade van het leven beroofde. Saillant detail is dat Senna zich vaak had ingezet om de veiligheid van de coureurs te verbeteren. De dag voor het ongeluk was de Oostenrijker Roland Ratzenberger op hetzelfde circuit verongelukt. Senna droeg als eerbetoon aan Ratzenberger een Oostenrijkse vlag in zijn wagen. Tevens was op de vrijdag (twee dagen voor het fatale ongeval) Rubens Barrichello tijdens de vrije trainingen hard van de baan gegaan waardoor Barrichello in het ziekenhuis belandde.
Na de twee doden in één weekend werd echt werk gemaakt van het lijfsbehoud van de coureur. Een van de aanpassingen is de inmiddels geldende minimale afstand van de bodemplaat tot de grond. Een tweede verbetering van de veiligheid is de invoering van het sinds 2003 verplicht gestelde HANS system.
Jean Graton schreef een Michel Vaillant-dossier over Senna:
Dossier Michel Vaillant 6: "Ayrton Senna: Het heilig vuur". Jan Segers schreef een Nederlandstalige biografie met de titel "Senna – De rechtervoet van God".
Ayrton Senna bemoeide zich in de laatste fasen van het pre-productiestadium intensief met de ontwikkeling van de Honda NSX teneinde het weggedrag te verbeteren.
Senna stond bekend om zijn hoge technische begaafdheid. Testsessies duurden vaak veel langer dan bij andere collega’s. Na een testsessie of kwalificatie sloot hij zich op en kwam na een kwartier met soms wel vier A4'tjes verbeteringen aan de wagen naar buiten. De briefings waren vaak eindeloos. Als Senna besprekingen voerde met zijn ingenieurs wilde hij alles tot in de details begrijpen. Begreep hij iets niet dan liet hij het een tweede keer van begin af aan uitleggen en indien nodig een derde en vierde keer. Deze gedrevenheid werkte teamgenoten, onder wie Alain Prost, soms dermate op hun zenuwen, dat zij de briefings verlieten voor Senna.

## Magic Senna: Pure snelheid

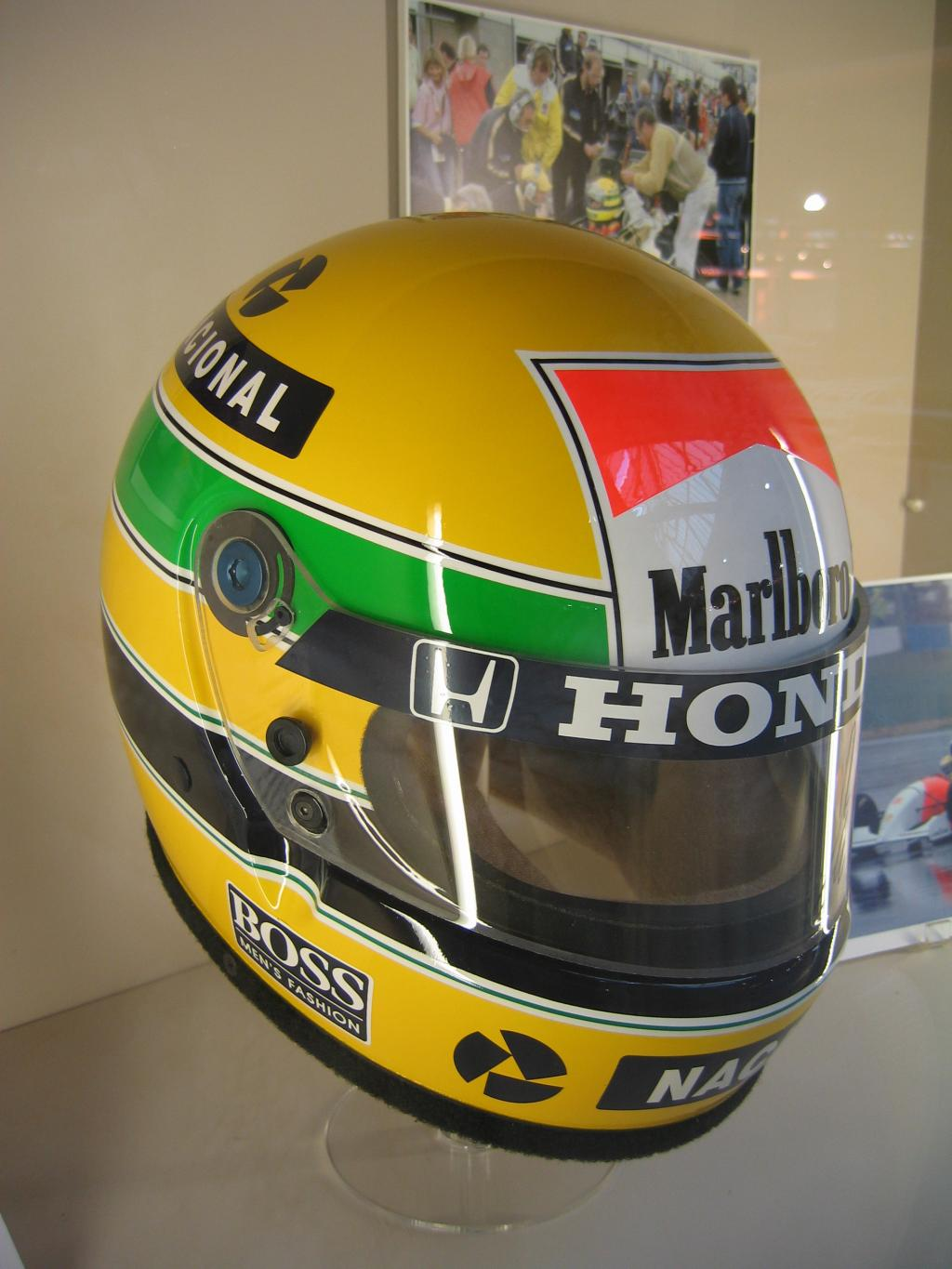
Ayrton Senna's helm

Ayrton Senna was sterk in het kwalificeren, getuige hiervan zijn de 65 "poles" die hij in zijn carrière verzamelde. Zijn tactiek verliep steevast volgens hetzelfde stramien. De kwalificatiesessies duurden toen nog 1 uur, op zaterdag, waarin elke wagen een ongelimiteerd aantal ronden mocht afleggen. In het begin van de sessie zette Senna een eerste snelle ronde neer. Daarna kwam hij de pit binnen en liet nog enkele laatste aanpassingen aan zijn wagen uitvoeren. Een twintigtal minuten voor het einde zette hij een tweede snelle ronde neer. Dit was vooral om te kijken of de laatste wijzigingen aan de wagen het gewenste effect hadden. Hierna kwam hij weer binnen en was het wachten op het hoogtepunt. Hij zorgde er steevast voor dat hij zijn laatste snelle ronde kon inzetten vlak voordat het uur verstreken was. Op die manier was hij de laatste die een gooi kon doen naar de polepositie. Hij richtte al zijn concentratie en wagenbeheersing op deze laatste ronde, vaak goed genoeg voor de snelste tijd. Niemand kon deze tijd nog verbeteren, de 60 minuten durende kwalificatiesessie was immers verstreken.
Het bekendste voorbeeld van zijn kwalificatietalent is de kwalificatie voor de Grand Prix van Monaco in 1988. Tijdens de kwalificatie was hij de snelste met een voorsprong van 0,7 seconden op de nummer 2, zijn teamgenoot Alain Prost. Ondanks het feit dat hij eigenlijk al zeker was van de pole, poogde hij nogmaals om zijn tijd te verbeteren. Zijn team probeerde hem tegen te houden, maar Senna weigerde zijn gereden tijd te laten staan. Later verklaarde Senna dat hij zijn wagen van bovenaf zag en precies kon zien waar hij wat tijd liet liggen. Deze gegevens gebruikte hij in die ene snelle ronde, die hem op 1,5 seconden voorsprong op Prost bracht, die in dezelfde wagen reed.

## Regenrijder
Senna was ook een goede regenrijder, iets wat hij al van jongs af geleerd had. Zijn eerste ervaring met karten in de regen verliep zeer slecht. Sinds die dag ging de jonge Senna bij elke regenbui karten, tot hij de techniek van het regenrijden perfect beheerste, iets wat hij voor zijn hele leven zou meedragen. De ervaring die hij in het karten opdeed kwam hem uiterst goed van pas bij het in de regen rijden met een F1-wagen. Een voorbeeld hiervan is de Europese Grand Prix van 1993 op Donington Park.
Senna reed dat jaar met de inferieure McLaren-Ford, een wagen die niet op kon tegen de Williams-Renault van Hill en Prost. Senna kwalificeerde zich als vierde. Aan het begin van de race regende het en Senna liet zich bij de start gemakkelijk inhalen. Tijdens de eerste ronde kwam hij echter sterk terug. Hij ging van de vijfde positie naar de eerste in acht kletsnatte bochten. De rest van de race reed Senna tactisch erg sterk. Hill werd tweede op meer dan anderhalve minuut, Prost werd derde op meer dan een ronde.

## Resultaten
|                       | 1984 | 1985 | 1986 | 1987 | 1988 | 1989 | 1990 | 1991 | 1992 | 1993 | 1994 | Totaal           |
| --------------------- | ---- | ---- | ---- | ---- | ---- | ---- | ---- | ---- | ---- | ---- | ---- | ---------------- |
| Aantal races          | 14   | 16   | 16   | 16   | 16   | 16   | 16   | 16   | 16   | 16   | 3    | 162 (161 starts) |
| Aantal zeges          | 0    | 2    | 2    | 2    | 8    | 6    | 6    | 7    | 3    | 5    | 0    | 41               |
| Aantal poleposities   | 0    | 7    | 8    | 1    | 13   | 13   | 10   | 8    | 1    | 1    | 3    | 65               |
| Aantal snelste rondes | 1    | 3    | 0    | 3    | 3    | 3    | 2    | 2    | 1    | 1    | 0    | 19               |
| Aantal podiums        | 3    | 6    | 8    | 8    | 11   | 7    | 11   | 12   | 7    | 7    | 0    | 80               |
| Aantal WK-punten      | 13   | 38   | 55   | 57   | 90   | 60   | 78   | 96   | 50   | 73   | 0    | 610              |
| Eindstand WK          | 9    | 4    | 4    | 3    | 1    | 2    | 1    | 1    | 4    | 2    | NC   |                  |

## Resultaten in de Formule 1

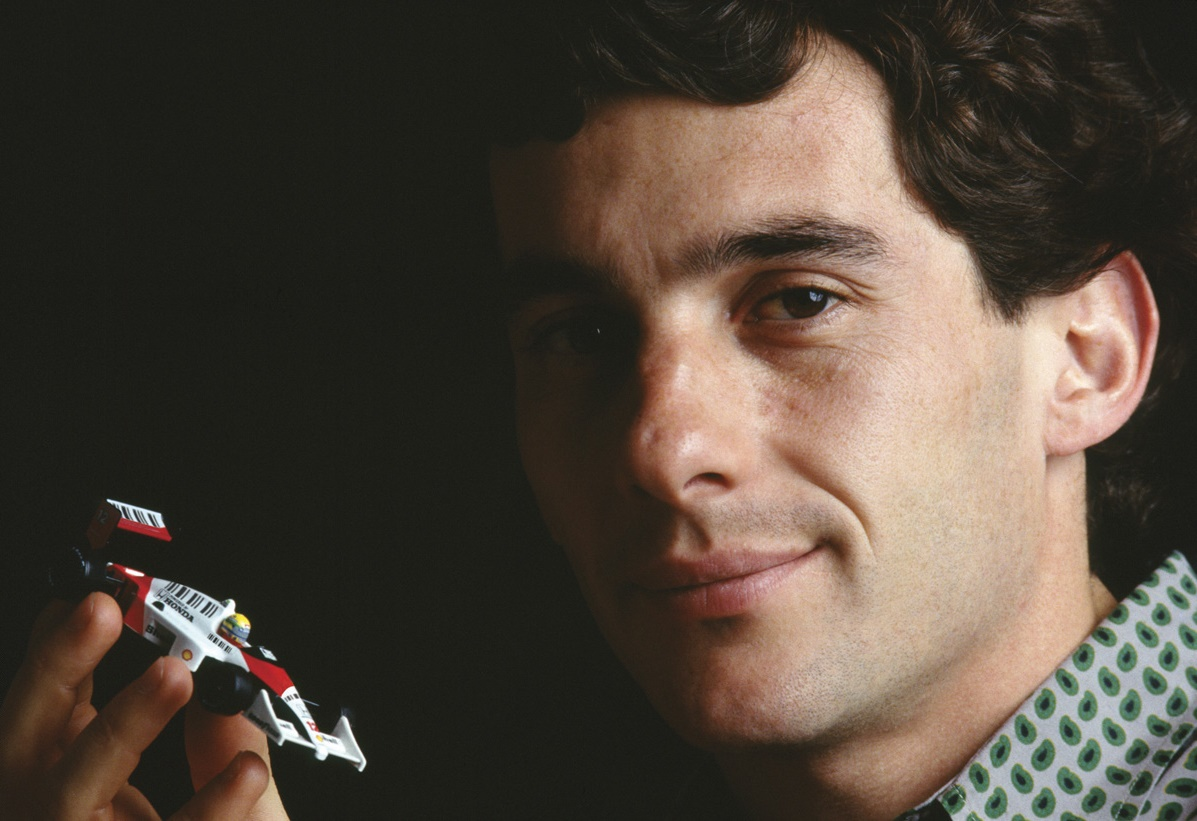
Senna met een model van zijn McLaren

| Kleur  | Resultaat                       |
| ------ | ------------------------------- |
| Goud   | Winnaar                         |
| Zilver | Tweede plaats                   |
| Brons  | Derde plaats                    |
| Groen  | Gefinisht (punten behaald)      |
| Blauw  | Gefinisht (geen punten behaald) |
| Blauw  | Niet geklasseerd (NC)           |
| Paars  | Uitgevallen (DNF)               |
| Rood   | Niet gekwalificeerd (DNQ)       |

| Kleur  | Resultaat                              |
| ------ | -------------------------------------- |
| Zwart  | Gediskwalificeerd (DSQ)                |
| Wit    | Niet gestart (DNS)                     |
| Blanco | Gewond (INJ)                           |
| Blanco | Uitgesloten (EX)                       |
| Blanco | Teruggetrokken (WD) / Niet deelgenomen |
| P      | Poleposition                           |
| S      | Snelste ronde                          |

| Jaar | Team                           | Chassis        | Motor            | 1        | 2        | 3          | 4        | 5          | 6          | 7        | 8        | 9        | 10     | 11      | 12       | 13       | 14       | 15       | 16       | Positie | Punten  |
| ---- | ------------------------------ | -------------- | ---------------- | -------- | -------- | ---------- | -------- | ---------- | ---------- | -------- | -------- | -------- | ------ | ------- | -------- | -------- | -------- | -------- | -------- | ------- | ------- |
| 1984 | Toleman Group Motorsport       | Toleman TG183B | Hart S4 (t/c)    | BRA DNF  | ZAF 6    | BEL 6      | SMR DNQ  |            |            |          |          |          |        |         |          |          |          |          |          | 9       | 13      |
| 1984 | Toleman Group Motorsport       | Toleman TG184  | Hart S4 (t/c)    |          |          |            |          | FRA DNF    | MON‡ 2S    | CAN 7    | VSO DNF  | DAL DNF  | GBR 3  | DUI DNF | OOS DNF  | NED DNF  | ITA0     | EUR DNF  | POR 3    | 9       | 13      |
| 1985 | John Player Special Team Lotus | Lotus 97T      | Renault V6 (t/c) | BRA DNF  | POR 1PS0 | SMR 7P     | MON DNFP | CAN 16S    | VSO DNFPS0 | FRA DNF  | GBR 10   | DUI DNF  | OOS 2  | NED 3   | ITA 3P   | BEL 1    | EUR 2P   | ZAF DNF  | AUS DNFP | 4       | 38      |
| 1986 | John Player Special Team Lotus | Lotus 98T      | Renault V6 (t/c) | BRA 2P   | SPA 1P   | SMR DNFP   | MON 3    | BEL 2      | CAN 5      | VSO 1P   | FRA DNFP | GBR DNF  | DUI 2  | HON 2P  | OOS DNF  | ITA DNF  | POR 4P   | MEX 3P   | AUS DNF  | 4       | 55      |
| 1987 | Camel Team Lotus Honda         | Lotus 99T      | Honda V6 (t/c)   | BRA DNF  | SMR 2P   | BEL DNF    | MON 1S   | VSO 1S     | FRA 4      | GBR 3    | DUI 3    | HON 2    | OOS 5  | ITA 2S  | POR 7    | SPA 5    | MEX DNF  | JPN 2    | AUS DSQ  | Brons   | 57      |
| 1988 | Honda Marlboro McLaren         | McLaren MP4/4  | Honda V6 (t/c)   | BRA DSQP | SMR 1P   | MON DNFPS0 | MEX 2P   | CAN 1PS0   | VSO 1P     | FRA 2    | GBR 1    | DUI 1P   | HON 1P | BEL 1P  | ITA 10P  | POR (6)  | SPA (4)P | JPN 1PS0 | AUS 2P   | Goud    | 90 (94) |
| 1989 | Honda Marlboro McLaren         | McLaren MP4/5  | Honda V10        | BRA 11P  | SMR 1P   | MON 1P     | MEX 1P   | VST DNFPS0 | CAN 7      | FRA DNF  | GBR DNFP | DUI 1PS0 | HON 2  | BEL 1P  | ITA DNFP | POR DNFP | SPA 1PS0 | JPN DSQP | AUS DNFP | Zilver  | 60      |
| 1990 | Honda Marlboro McLaren         | McLaren MP4/5B | Honda V10        | VST 1    | BRA 3P   | SMR DNFP   | MON 1PS0 | CAN 1P     | MEX 20     | FRA 3    | GBR 3    | DUI 1P   | HON 2  | BEL 1P  | ITA 1PS0 | POR 2    | SPA DNFP | JPN DNFP | AUS DNFP | Goud    | 78      |
| 1991 | Honda Marlboro McLaren         | McLaren MP4/6  | Honda V12        | VST 1P   | BRA 1P   | SMR 1P     | MON 1P   | CAN DNF    | MEX 3      | FRA 3    | GBR 4    | DUI 7    | HON 1P | BEL 1P  | ITA 2PS0 | POR 2    | SPA 5    | JPN 2S   | AUS‡ 1P  | Goud    | 96      |
| 1992 | Honda Marlboro McLaren         | McLaren MP4/6B | Honda V12        | ZAF 3    | MEX DNF  |            |          |            |            |          |          |          |        |         |          |          |          |          |          | 4       | 50      |
| 1992 | Honda Marlboro McLaren         | McLaren MP4/7A | Honda V12        |          |          | BRA DNF    | SPA 9    | SMR 3      | MON 1      | CAN DNFP | FRA DNF  | GBR DNF  | DUI 2  | HON 1   | BEL 5    | ITA 1    | POR 3S   | JPN DNF  | AUS DNF  | 4       | 50      |
| 1993 | Marlboro McLaren               | McLaren MP4/8  | Ford V8          | ZAF 2    | BRA 1    | EUR 1S     | SMR DNF  | SPA 2      | MON 1      | CAN 18   | FRA 4    | GBR 5    | DUI 4  | HON DNF | BEL 4    | ITA DNF  | POR DNF  | JPN 1    | AUS 1P   | Zilver  | 73      |
| 1994 | Rothmans Williams Renault      | Williams FW16  | Renault V10      | BRA DNFP | PAC DNFP | SMR DNF†P  | MON 0    | SPA 0      | CAN 0      | FRA 0    | GBR 0    | DUI 0    | HON 0  | BEL 0   | ITA 0    | POR 0    | EUR 0    | JPN 0    | AUS 0    | NC      | 0       |
| Jaar | Team                           | Chassis        | Motor            | 1        | 2        | 3          | 4        | 5          | 6          | 7        | 8        | 9        | 10     | 11      | 12       | 13       | 14       | 15       | 16       | Positie | Punten  |

- ‡ De race werd vroegtijdig gestopt, halve punten werden uitgedeeld.
- † Verongelukt tijdens race weekend